# Literacka Nagroda Europy Środkowej Angelus
Literacka Nagroda Europy Środkowej Angelus – nagroda literacka ufundowana przez miasto Wrocław, przyznawana w dziedzinie twórczości prozatorskiej, napisanej w języku polskim lub tłumaczonej na język polski. Jest jedną z dwóch nagród o podobnej nazwie, druga to Angelus Lubelski. Podobnie jak w przypadku Wrocławskiej Nagrody Poetyckiej Silesius, jej nazwa pochodzi od śląskiego poety barokowego Angelusa Silesiusa. Biurem Nagrody jest Wrocławski Dom Literatury.

## Przyznawanie nagrody
Nagroda przyznawana jest corocznie za najlepszą książkę prozatorską opublikowaną w języku polskim w roku poprzednim i przeznaczona dla pisarzy pochodzących z Europy Środkowej, którzy w swoich pracach podejmują tematy najistotniejsze dla współczesności i pogłębiają wiedzę o świecie innych kultur.
Do nagrody wydawcy mogą zgłaszać dzieła autorów żyjących, pochodzących z następujących krajów: Albania, Austria, Białoruś, Bośnia i Hercegowina, Bułgaria, Chorwacja, Czechy, Estonia, Litwa, Łotwa, Macedonia, Mołdawia, Niemcy, Polska, Rosja, Rumunia, Serbia, Słowacja, Słowenia, Ukraina, Węgry.
Najpierw wydawnictwa zgłaszają dwie książki (autorstwa pisarza polskiego i autora obcojęzycznego w polskim przekładzie). Po sprawdzeniu zgodności z kryteriami powstaje lista książek zakwalifikowanych do nagrody. Następnie jury wybiera 14 nominowanych książek, z których wybiera się finałową siódemkę. W jedną z jesiennych sobót przewodniczący, podczas uroczystej gali we Wrocławiu, wskazuje zwycięzcę, który otrzymuje 150 tys. złotych i statuetkę autorstwa Ewy Rossano.

## Zwycięzcy
- 2006 – Jurij Andruchowycz, Dwanaście kręgów, tłum. Katarzyna Kotyńska, Wydawnictwo Czarne | Ukraina
- 2007 – Martin Pollack, Śmierć w bunkrze – opowieść o moim ojcu, tłum Andrzej Kopacki, Wydawnictwo Czarne | Austria
- 2008 – Péter Esterházy, Harmonia cælestis, tłum. Teresa Worowska, Wydawnictwo Czytelnik | Węgry
- 2009 – Josef Škvorecký, Przypadki inżyniera ludzkich dusz, tłum. Andrzej Jagodziński, Wydawnictwo Pogranicze | Czechy
- 2010 – György Spiró, Mesjasze, tłum. Elżbieta Cygielska, Wydawnictwo W.A.B. | Węgry
- 2011 – Swiatłana Aleksijewicz, Wojna nie ma w sobie nic z kobiety, tłum. Jerzy Czech, Wydawnictwo Czarne | Białoruś[4]
- 2012 – Miljenko Jergović, Srda śpiewa o zmierzchu w Zielone Świątki, tłum. Magdalena Petryńska, Wydawnictwo Czarne | Bośnia[5]
- 2013 – Oksana Zabużko, Muzeum porzuconych sekretów, tłum. Katarzyna Kotyńska, Wydawnictwo W.A.B. | Ukraina[6][7]
- 2014 – Pavol Rankov, Zdarzyło się pierwszego września (albo kiedy indziej), tłum. Tomasz Grabiński, Wydawnictwo Książkowe Klimaty | Słowacja
- 2015 – Serhij Żadan, Mezopotamia, tłum. Michał Petryk i Adam Pomorski, Wydawnictwo Czarne | Ukraina[8]
- 2016 – Varujan Vosganian, Księga szeptów, tłum. Joanna Kornaś-Warwas, Wydawnictwo Książkowe Klimaty | Rumunia[9][10]
- 2017 – Oleg Pawłow, Opowieści z ostatnich dni, tłum. Wiktor Dłuski, Oficyna Literacka Noir sur Blanc | Rosja[11]
- 2018 – Maciej Płaza, Robinson w Bolechowie, Wydawnictwo W.A.B. | Polska[12]
- 2019 – Georgi Gospodinow, Fizyka smutku, tłum. Magdalena Pytlak, Wydawnictwo Literackie | Bułgaria[13]
- 2020 – Goran Vojnović, Moja Jugosławia, tłum. Joanna Pomorska, Wydawnictwo Akademickie Sedno | Słowenia
- 2021 – Kateryna Babkina, Nikt tak nie tańczył, jak mój dziadek, tłum. Bohdan Zadura, Warsztaty Kultury w Lublinie | Ukraina[14]
- 2022 – Edward Pasewicz, Pulverkopf, Wydawnictwo Wielka Litera | Polska[15][16]
- 2023 – Saša Stanišić, Skąd, tłum. Małgorzata Gralińska(inne języki), Wydawnictwo Książkowe Klimaty | Bośnia i Hercegowina/Niemcy[17]
- 2024 – Monika Helfer, Hałastra, tłum. Arkadiusz Żychliński, Wydawnictwo Filtry I Austria[18]

## Nagroda Czytelników im. Natalii Gorbaniewskiej
Od 2014 roku czytelnicy w głosowaniu internetowym wybierają laureata Nagrody Czytelników im. Natalii Gorbaniewskiej, której patronką została pierwsza przewodnicząca jury Literackiej Nagrody Europy Środkowej Angelus. Początkowo miała ona charakter symboliczny, jednak od 2020 roku jej laureat jest zapraszany do Wrocławia na stypendium pisarskie.
- 2014 – Pavol Rankov, zdobywca nagrody głównej[21]
- 2015 – Lucian Dan Teodorovici, Matei Brunul, tłum. Radosława Janowska-Lascar, Wydawnictwo Amaltea | Rumunia[22]
- 2016 – Varujan Vosganian, zdobywca nagrody głównej[23][10]
- 2017 – Andrea Tompa(inne języki), Dom kata, tłum. Anna Butrym, Wydawnictwo Książkowe Klimaty | Rumunia[24]
- 2018 – Maciej Płaza, zdobywca nagrody głównej[12]
- 2019 – Jurij Wynnyczuk, Tango śmierci, tłum. Bohdan Zadura, Kolegium Europy Wschodniej | Ukraina
- 2020 – Siergiej Lebiediew, Dzieci Kronosa, tłum. Grzegorz Szymczak, Wydawnictwo Claroscuro | Rosja
- 2021 – Kateryna Babkina, zdobywczyni nagrody głównej[25]
- 2022 – Jaroslav Rudiš, Ostatnia podróż Winterberga, tłum. Małgorzata Gralińska, Wydawnictwo Książkowe Klimaty | Czechy[26]
- 2023 – Tamara Duda, Córeczka, tłum. Marcin Gaczkowski, Kolegium Europy Wschodniej | Ukraina[17]
- 2024 – Tatiana Țîbuleac, Szklany ogród, tłum. Kazimierz Jurczak, Oficyna Literacka Noir sur Blanc/Wydawnictwo Książkowe Klimaty I Mołdawia/Rumunia

## Nagrody Angelus dla tłumaczy
Od 2009 roku Nagroda Literacka Europy Środkowej Angelus przyznawana jest także tłumaczom. Do 2015 roku fundowała ją Państwowa Wyższa Szkoła Zawodowa w Wałbrzychu im. Angelusa Silesiusa, od 2016 roku Nagrodę funduje Miasto Wrocław. Wynosiła 20 tys. złotych, od 2020 roku nagroda ta wynosi 40 tys. złotych.
Nagrodą wyróżniany jest tłumacz książki obcojęzycznej, która zdobyła w danym roku Angelusa. Jeśli zwycięzcą zostaje polski autor, wtedy najlepszego tłumacza wybiera jury.
Do takiej sytuacji doszło do tej pory dwukrotnie. Nagrodę za najlepszy przekład otrzymali wtedy:
- w 2018 roku Elżbieta Sobolewska za tłumaczenie Pamięci Pétera Nádasa[12]
- w 2022 roku Daniel Warmuz za tłumaczenie Szatańskiego pomiotu Zoltána Mihálya Nagya(inne języki)[15][16]

## Nominacje
2006
- Mieczysław Abramowicz, Każdy przyniósł, co miał najlepszego, Wydawnictwo słowo/obraz terytoria | Polska
- Jurij Andruchowycz, Dwanaście kręgów, tłum. Katarzyna Kotyńska, Wydawnictwo Czarne | Ukraina
- Attila Bartis, Spokój, tłum. Anna Górecka, Wydawnictwo W.A.B. | Węgry
- Rubén Gallego, Białe na czarnym, tłum. Katarzyna Maria Janowska, SIW Znak | Rosja
- Eustachy Rylski, Warunek, Wydawnictwo Wielka Litera | Polska
- Luan Starova, Czasy kóz, tłum. Dorota Jovanka Ćirlić, Wydawnictwo Oficyna 21 | Albania/Macedonia
- Uwe Timm, Na przykładzie mojego brata, tłum. Arkadiusz Żychliński, Wydawnictwo Czytelnik | Niemcy

2007
- Ołeksandr Irwaneć, Riwne/Rowno, tłum. Natalia Bryżko-Zapór, Wydawnictwo Prószyński i S-ka | Ukraina
- Ismail Kadare, Pałac snów, tłum. Dorota Horodyska, SIW Znak | Albania
- Imre Kertész, Dziennik galernika, tłum. Elżbieta Cygielska, Wydawnictwo W.A.B. | Węgry
- Hanna Krall, Król kier znów na wylocie, Wydawnictwo Świat Książki | Polska
- Martin Pollack, Śmierć w bunkrze – opowieść o moim ojcu, tłum Andrzej Kopacki, Wydawnictwo Czarne | Austria
- Mariusz Szczygieł, Gottland, Wydawnictwo Czarne | Polska
- Dubravka Ugrešić, Ministerstwo Bólu, tłum. Dorota Jovanka Ćirlić, Wydawnictwo Świat Literacki | Chorwacja

2008
- Péter Esterházy, Harmonia cælestis, tłum. Teresa Worowska, Wydawnictwo Czytelnik | Węgry
- Günter Grass, Przy obieraniu cebuli, tłum. Sławomir Bałut, Wydawnictwo Polnord-Oskar | Niemcy
- László Krasznahorkai, Melancholia sprzeciwu, tłum. Elżbieta Sobolewska, Wydawnictwo W.A.B. | Węgry
- Małgorzata Szejnert, Czarny ogród, SIW Znak | Polska
- Olga Tokarczuk, Bieguni, Wydawnictwo Literackie | Polska
- Swietłana Wasilenko, Głuptaska, tłum. Jerzy Czech, Wydawnictwo Czarne | Rosja
- Juli Zeh, Instynkt gry, tłum. Sława Lisiecka, Wydawnictwo W.A.B. | Niemcy

2009
Finaliści:
- Ihar Babkou, Adam Kłakocki i jego cienie, tłum. Małgorzata Buchalik, Wydawnictwo Oficyna 21 | Białoruś
- Filip Ota, Sąsiedzi i ci inni, tłum. Jan Stachowski, Oficyna Wydawnicza Atut | Czechy
- Inga Iwasiów, Bambino, Wydawnictwo Świat Książki | Polska
- Miljenko Jergović, Ruta Tannenbaum, tłum. Magdalena Petryńska, Wydawnictwo Czarne | Bośnia
- Bernhard Schlink, Powrót do domu, tłum. Magdalena Jatowska, Wydawnictwo Świat Książki | Niemcy
- Josef Škvorecký, Przypadki inżyniera ludzkich dusz, tłum. Andrzej Jagodziński, Wydawnictwo Pogranicze | Czechy
- Krzysztof Varga, Gulasz z turula, Wydawnictwo Czarne | Polska

Pozostali nominowani:
- David Albahari, Mamidło, tłum. Dorota Jovanka Ćirlić, Wydawnictwo W.A.B. | Serbia
- Janusz Anderman, To wszystko, Wydawnictwo Literackie | Polska
- Andrzej Bart, Fabryka Muchołapek, Wydawnictwo W.A.B. | Polska
- Radka Denemarková, Pieniądze od Hitlera, tłum. Tomasz Timingeriu, Oficyna Wydawnicza Atut | Czechy
- Teodora Dimowa, Matki, tłum. Hanna Karpińska, Państwowy Instytut Wydawniczy | Bułgaria
- Sigitas Parulskis, Trzy sekundy nieba, tłum. Izabela Korybut-Daszkiewicz, Wydawnictwo Czytelnik | Litwa
- Jerzy Pilch, Marsz Polonia, Wydawnictwo Świat Książki | Polska

2010
Finaliści:
- Wojciech Albiński, Achtung! Banditen!, Wydawnictwo W.A.B. | Polska
- Jacek Dukaj, Wroniec, Wydawnictwo Literackie | Polska
- Zbigniew Kruszyński, Ostatni raport, Wydawnictwo Literackie | Polska
- Antoni Libera, Godot i jego cień, Wydawnictwo Znak | Polska
- Norman Manea, Powrót chuligana, tłum. Kazimierz Jurczak, Wydawnictwo Pogranicze | Rumunia
- Eginald Schlattner, Fortepian we mgle, tłum. Alicja Rosenau, Wydawnictwo Czarne | Rumunia
- György Spiró, Mesjasze, tłum. Elżbieta Cegielska, Wydawnictwo W.A.B. | Węgry

Pozostali nominowani:
- Andrzej Bart, Rewers, Wydawnictwo W.A.B. | Polska
- Reinhard Jirgl, Niedopełnieni, tłum. Ryszard Wojnakowski, Wydawnictwo Borussia | Niemcy
- Jiří Kratochvil, Leż, bestio!, tłum. Jan Stachowski, Oficyna Wydawnicza Atut | Czechy
- Dan Lungu, Jestem komunistyczną babą, tłum. Joanna Kornaś-Warwas, Wydawnictwo Czarne | Rumunia
- Janusz Rudnicki, Śmierć czeskiego psa, Wydawnictwo W.A.B. | Polska
- Andrzej Stasiuk, Taksim, Wydawnictwo Czarne | Polska
- Igor Stiks, Krzesło Eliasza, tłum. Danuta Cirlić-Straszyńska, Wydawnictwo W.A.B. | Bośnia i Hercegowina

2011
Finaliści:
- Swiatłana Aleksijewicz, Wojna nie ma w sobie nic z kobiety, tłum. Jerzy Czech, Wydawnictwo Czarne | Białoruś
- Natalka Babina, Miasto ryb, tłum. Małgorzata Buchalik, Wydawnictwo Rebis | Białoruś
- Jenny Erpenbeck, Klucz do ogrodu, tłum. Eliza Borg, Wydawnictwo W.A.B. | Niemcy
- Drago Jančar, Katarina, paw i jezuita, tłum. Joanna Pomorska, Wydawnictwo Pogranicze | Słowenia
- Ismail Kadare, Ślepy ferman, tłum. Dorota Horodyska, Wydawnictwo Pogranicze | Albania
- Maria Matios, Słodka Darusia, tłum. Anna Korzeniowska-Bihun, Wydawnictwo „Andrzej Bihun” | Ukraina
- Wojciech Tochman, Dzisiaj narysujemy śmierć, Wydawnictwo Czarne | Polska

Pozostali nominowani:
- Radosław Kobierski, Ziemia Nod, Wydawnictwo W.A.B. | Polska
- Eduard Koczergin, Lalka Anioła. Z teki rysownika, Wydawnictwo Cel | Rosja
- Kazimierz Kutz, Piąta strona świata, SIW Znak | Polska
- Eustachy Rylski, Na Grobli, Wydawnictwo Świat Książki | Polska
- Andrzej Stasiuk, Dziennik pisany później, Wydawnictwo Czarne | Polska
- Witold Szabłowski, Zabójca z miasta moreli. Reportaże z Turcji, Wydawnictwo Czarne | Polska
- Mariusz Szczygieł, Zrób sobie raj, Wydawnictwo Czarne | Polska

2012
Finaliści:
- Andrij Bondar, Historie ważne i nieważne, tłum. Bohdan Zadura, Biuro Literackie | Ukraina
- Jacek Dehnel, Saturn, Wydawnictwo W.A.B | Polska
- Miljenko Jergović, Srda śpiewa o zmierzchu w Zielone Świątki, tłum. Magdalena Petryńska, Wydawnictwo Czarne | Bośnia
- Laszlo Krasznahorkai, Wojna i wojna, tłum. Elżbieta Sobolewska, Wydawnictwo W.A.B | Węgry
- Magdalena Tulli, Włoskie szpilki, Wydawnictwo Nisza | Polska
- Michał Witkowski, Drwal, Wydawnictwo Świat Książki | Polska
- Tomáš Zmeškal, List miłosny pismem klinowym, tłum. Dorota Dobrew, Wydawnictwo W.A.B | Czechy

pozostałe nominacje:
- Georgi Gospodinow, I inne historie, tłum. Magdalena Pytlak, Wydawnictwo Pogranicze | Bułgaria
- Jacek Hugo-Bader, Dzienniki kołymskie, Wydawnictwo Czarne | Polska
- Arkadiusz Pacholski, Niemra, Wydawnictwo Prószyński i S-ka | Polska
- Markéta Pilátová, Żółte oczy prowadzą do domu, tłum. Katarzyna Dudzic, Wydawnictwo Good Books | Czechy
- Martin Pollack, Cesarz Ameryki. Wielka ucieczka z Galicji, tłum. Karolina Niedenthal, Wydawnictwo Czarne | Austria
- Filip Springer, Miedzianka. Historia znikania, Wydawnictwo Czarne | Polska
- Dubravka Ugrešič, Życie jest bajką, tłum. Dorota Jovanka Cirlić, Wydawnictwo Znak | Chorwacja

2013
Finaliści:
- Karl-Markus Gauss, W gąszczu metropolii, tłum. Sława Lisiecka, Wydawnictwo Czarne | Austria
- Kazimierz Orłoś, Dom pod Lutnią, Wydawnictwo Literackie | Polska
- Ludmiła Pietruszewska, Jest noc, tłum. Jerzy Czech, Wydawnictwo Czarne | Polska
- Jerzy Pilch, Dziennik, Wydawnictwo Wielka Litera | Polska
- Andrzej Stasiuk, Grochów, Wydawnictwo Czarne | Polska
- Szczepan Twardoch, Morfina, Wydawnictwo Literackie | Polska
- Oksana Zabużko, Muzeum porzuconych sekretów, tłum. Katarzyna Kotyńska, Wydawnictwo W.A.B. | Ukraina

Pozostali nominowani:
- Joanna Bator, Ciemno, prawie noc, Wydawnictwo W.A.B. | Polska
- Jacek Inglot, Wypędzony, Instytut Wydawniczy Erica | Polska
- Mirko Kovač, Miasto w lustrze, tłum. Dorota Jovanka Ćirlić, Fundacja Pogranicze | Chorwacja
- Norman Manea, Kryjówka, tłum. Kazimierz Jurczak, Wydawnictwo Czytelnik | Rumunia
- Tadeusz Sobolewski, Człowiek Miron, SIW Znak | Polska
- Petra Soukupova, Zniknąć, tłum. Julia Różewicz, Wydawnictwo Afera | Czechy
- Krzysztof Varga, Trociny, Wydawnictwo Czarne | Polska

2014
Finaliści:
- Jelena Czyżowa, Czas kobiet, tłum. Agnieszka Sowińska, Wydawnictwo Czarne | Rosja
- Ołeksandr Irwaneć, Choroba Libenkrafta, tłum. Natalia Bryżko i Natalia Zapór, Biuro Literackie | Ukraina
- Ismail Kadare, Wypadek, tłum. Dorota Horodyska, Wydawnictwo Świat Książki | Albania
- Wiesław Myśliwski, Ostatnie rozdanie, SIW Znak | Polska
- Pavol Rankov, Zdarzyło się pierwszego września (albo kiedy indziej), tłum. Tomasz Grabiński, Wydawnictwo Książkowe Klimaty | Słowacja
- Martin Šmaus, Dziewczynko, roznieć ogieniek, tłum. Dorota Dobrew, Wydawnictwo Książkowe Klimaty | Czechy
- Jáchym Topol, Warsztat diabła, tłum. Leszek Engelking, Wydawnictwo W.A.B. | Czechy

Pozostali nominowani:
- Emil Hakl, Zasady śmiesznego zachowania, tłum. Julia Różewicz, Wydawnictwo Afera | Czechy
- Andrij Lubka, Killer, tłum. Bohdan Zadura, Biuro Literackie | Ukraina
- Kazimierz Orłoś, Historia leśnych kochanków, Wydawnictwo Literackie | Polska
- Tomasz Różycki, Tomi. Notatki z miejsca postoju, Zeszyty Literackie | Polska
- Jaroslav Rudiš, Koniec punku w Helsinkach, tłum. Katarzyna Dudzic, Książkowe Klimaty | Czechy
- Eustachy Rylski, Obok Julii, Wielka Litera | Polska
- Ziemowit Szczerek, Przyjdzie Mordor i nas zje, czyli tajna historia Słowian, Korporacja Ha!art. | Polska

2015
Finaliści:
- Jacek Dehnel, Matka Makryna, Wydawnictwo W.A.B. | Polska
- Drago Jančar, Widziałem ją tej nocy, tłum. Joanna Pomorska, Wydawnictwo Czarne | Słowenia
- Andrzej Stasiuk, Wschód, Wydawnictwo Czarne | Polska
- Ziemowit Szczerek, Siódemka, Wydawnictwo Ha!art | Polska
- Lucian Dan Teodorovici, Matei Brunul, tłum. Radosława Janowska-Lascar, Wydawnictwo Amaltea | Rumunia
- Olga Tokarczuk, Księgi Jakubowe, Wydawnictwo Literackie | Polska
- Serhij Żadan, Mezopotamia, tłum. Michał Petryk i Adam Pomorski, Wydawnictwo Czarne | Ukraina

Pozostali nominowani:
- Ádam Bodor, Ptaki Wierchowiny, tłum. Elżbieta Cygielska, Wydawnictwo Czarne | Węgry
- Paweł Huelle, Śpiewaj ogrody, SIW Znak | Polska
- Jaroslav Rudiš, Cisza w Pradze, tłum. Katarzyna Dudzic, Wydawnictwo Książkowe Klimaty | Czechy
- Wasyl Słapczuk, Księga zapomnienia, tłum. Wojciech Pestka, Wydawnictwo Wysoki Zamek | Ukraina
- Natalka Śniadanko, Lubczyk na poddaszu, tłum. Ksenia Kaniewska, Biuro Literackie | Ukraina
- Kateřina Tučková, Boginie z Žítkovej, tłum. Julia Różewicz, Wydawnictwo Afera | Czechy
- Magdalena Tulli, Szum, SIW Znak | Polska

2016
Finaliści:
- Maciej Hen, Solfatara, Wydawnictwo W.A.B. | Polska
- Anna Janko, Mała zagłada, Wydawnictwo Literackie | Polska
- Uładzimir Niaklajeu, Automat z wodą gazowaną z syropem lub bez, tłum. Jakub Biernat, Kolegium Europy Wschodniej | Białoruś
- Kristina Sabaliauskaité, Silva rerum, tłum. Izabela Korybut-Daszkiewicz, SIW Znak | Litwa
- Alvydas Šlepikas, Mam na imię Maryté, tłum. Paulina Ciucka, Kolegium Europy Wschodniej | Litwa
- Cristian Teodorescu, Medgidia, miasto u kresu, tłum. Radosława Janowska-Lascar, Wydawnictwo Amaltea | Rumunia
- Varujan Vosganian, Księga szeptów, tłum. Joanna Kornaś-Warwas, Wydawnictwo Książkowe Klimaty | Rumunia

Pozostali nominowani:
- Ola Hnatiuk, Odwaga i strach, Kolegium Europy Wschodniej | Polska
- Petr Krištufek, Dom głuchego, tłum. Olga Stawińska, Wydawnictwo Książkowe Klimaty | Słowacja
- Renata Lis, W lodach Prowansji. Bunin na wygnaniu, Wydawnictwo Sic! | Polska
- Wasyl Machno, Listy i powietrze. Opowiadania pograniczne, tłum. Bohdan Zadura, Wschodnia Fundacja Kultury „Akcent” | Ukraina
- Katia Petrowska, Może Estera, tłum. Urszula Poprawska, Wydawnictwo Uniwersytetu Jagiellońskiego | Niemcy ur. Ukraina
- Ziemowit Szczerek, Tatuaż z tryzubem, Wydawnictwo Czarne | Polska
- Małgorzata Szejnert, Usypać góry. Historie z Polesia, SIW Znak | Polska

2017
Finaliści:
- Filip Florian, Dni króla, tłum. Radosława Janowska-Lascar, Wydawnictwo Amaltea | Rumunia
- Andrij Lubka, Karbid, tłum. Bohdan Zadura, Warsztaty Kultury w Lublinie | Ukraina
- Stanisław Aleksander Nowak, Galicyanie, Wydawnictwo W.A.B. | Polska
- Oleg Pawłow, Opowieści z ostatnich dni, tłum. Wiktor Dłuski, Oficyna Literacka Noir sur Blanc | Rosja
- Faruk Šehić, Książka o Unie, tłum. Agnieszka Schreier, Biuro Literackie | Bośnia i Hercegowina
- Monika Sznajderman, Fałszerze pieprzu. Historia rodzinna, Wydawnictwo Czarne | Polska
- Andrea Tompa, Dom kata, tłum. Anna Butrym, Wydawnictwo Książkowe Klimaty | Rumunia

Pozostali nominowani:
- Ivan Binar, Siedem rozdziałów z życia Václava Netušila albo rowerem dookoła świata, tłum. Dorota Dobrew, Wydawnictwo Amaltea | Czechy
- Jelena Czyżowa, Grzybnia, tłum. Agnieszka Sowińska, Wydawnictwo Czarne | Rosja
- Wasilij Gołowanow, Wyspa, czyli usprawiedliwienie bezsensownych podróży, tłum. Magdalena Hornung, Wydawnictwo Literackie | Rosja
- Monika Kompaniková, Piąta łódź, tłum. Izabela Zając, Wydawnictwo Książkowe Klimaty | Słowacja
- Matthias Nawrat, Wszystkie śmierci dziadka Jurka, tłum. Anna Wziątek, Wydawnictwo Bukowy Las | Niemcy
- Ralf Rothmann, Umrzeć na wiosnę, tłum. Aldona Zaniewska, Wydawnictwo W.A.B. | Niemcy
- Witold Szabłowski, Sprawiedliwi zdrajcy. Sąsiedzi z Wołynia, SIW Znak | Polska

2018
Finaliści:
- Antonín Bajaja, Nad piękną, modrą Dřevnicą, tłum. Dorota Dobrew, Wydawnictwo Książkowe Klimaty | Czechy
- Weronika Gogola, Po trochu, Wydawnictwo Książkowe Klimaty | Polska
- Péter Nádas, Pamięć, tłum. Elżbieta Sobolewska, Biuro Literackie | Węgry
- Artur Nowaczewski, Hostel Nomadów, Wydawnictwo Iskry | Polska
- Maciej Płaza, Robinson w Bolechowie, Wydawnictwo W.A.B. | Polska
- Lutz Seiler, Kruso, tłum. Dorota Stroińska, Wydawnictwo Uniwersytetu Jagiellońskiego | Niemcy
- Marian Sworzeń, Czarna ikona. Biełomor. Kanał Białomorski. Dzieje. Ludzie. Słowa, Wydawnictwo Sic! | Polska

Pozostali nominowani:
- Jacek Bierut, Powstanie grudniowe, Fundacja Na Rzecz Kultury i Edukacji im. Tymoteusza Karpowicza | Polska
- Anna Bikont, Sendlerowa. W ukryciu, Wydawnictwo Czarne | Polska
- Mikołaj Grynberg, Rejwach, Wydawnictwo Nisza | Polska
- Jarosław Kamiński, Tylko Lola, Wydawnictwo W.A.B. | Polska
- Martin Pollack, Topografia pamięci, tłum. Karolina Niedenthal, Wydawnictwo Czarne | Austria
- Ziemowit Szczerek, Międzymorze. Podróże przez prawdziwą i wyobrażoną Europę Środkową, Wydawnictwo Agora i Wydawnictwo Czarne | Polska
- Jakub Żulczyk, Wzgórze psów, Wydawnictwo Świat Książki | Polska

2019
Finaliści:
- Bianca Bellová, Jezioro, tłum. Anna Radwan-Żbikowska, Wydawnictwo Afera | Czechy
- Georgi Gospodinow, Fizyka smutku, tłum. Magdalena Pytlak, Wydawnictwo Literackie | Bułgaria
- Siergiej Lebiediew, Granica zapomnienia, tłum. Grzegorz Szymczak, Wydawnictwo Claroscuro | Rosja
- Christoph Ransmayr, Cesarski zegarmistrz, tłum. Jacek St. Buras, Wydawnictwo Uniwersytetu Jagiellońskiego | Austria
- Sasha Marianna Salzmann, Poza siebie, tłum. Agnieszka Walczy, Wydawnictwo Prószyński i s-ka | Niemcy, ur. Rosja
- Jurij Wynnyczuk, Tango śmierci, tłum. Bohdan Zadura, Kolegium Europy Wschodniej | Ukraina
- Polina Żerebcowa, Mrówka w słoiku. Dzienniki czeczeńskie 1994–2004, tłum. Agnieszka Knyt, Michał B. Jagiełło, Fundacja Ośrodka KARTA | Rosja

Pozostali nominowani:
- Ołeksandr Bojczenko, Wasi, nasi oraz inni, tłum. Natalia Bryżko-Zapór, Warsztaty Kultury w Lublinie | Ukraina
- Karl-Markus Gauß, Dwadzieścia lewów albo śmierć. Cztery podróże, tłum. Sława Lisiecka, Wydawnictwo Czarne  | Austria
- Włodek Goldkorn, Dziecko w śniegu, tłum. Joanna Malawska, Wydawnictwo Czarne  | Włochy ur. Polska
- Viktor Horváth, Mój czołg, tłum. Anna Butrym, Wydawnictwo Książkowe Klimaty | Węgry
- Nora Iuga, Dama z młodzieńcem, tłum. Kazimierz Jurczak, Wydawnictwo Universitas | Rumunia
- Andrij Lubka, Pokój do smutku, tłum. Bohdan Zadura, Warsztaty Kultury w Lublinie | Ukraina
- Blaže Minevski, Celownik, tłum. Elżbieta Ćirlić, Wydawnictwo Biblioteka Słów | Macedonia

2020
Finaliści:
- Kapka Kassabova, Granica. Na krawędzi Europy, tłum. Maciej Kositorny, Wydawnictwo Czarne | Bułgaria
- Siergiej Lebiediew, Dzieci Kronosa, tłum. Grzegorz Szymczak, Wydawnictwo Claroscuro | Rosja
- Mikołaj Łoziński, Stramer, Wydawnictwo Literackie | Polska
- Tania Malarczuk, Zapomnienie, tłum. Marcin Gaczkowski, Wydawnictwo Warstwy | Ukraina
- Paweł Piotr Reszka, Płuczki. Poszukiwacze żydowskiego złota, Wydawnictwo Agora | Polska
- Goran Vojnović, Moja Jugosławia, tłum. Joanna Pomorska, Wydawnictwo Akademickie Sedno | Słowenia
- Serhij Żadan, Internat, tłum. Michał Petryk, Wydawnictwo Czarne | Ukraina

Pozostali nominowani
- Magdalena Grochowska, W czasach szaleństwa, Wydawnictwo Agora | Polska
- Alena Mornštajnová, Hana, tłum. Tomasz Grabiński, Wydawnictwo Amaltea | Czechy
- Izabela Morska, Znikanie, Znak Literanova | Polska
- Péter Nádas, Biblia i inne historie, tłum. Elżbieta Sobolewska, Biuro Literackie | Węgry
- Marcin Polak, Stany uprzywilejowane, Wydawnictwo OD DO | Polska
- Hanna Sukare, Zakurzony język, tłum. Sława Lisiecka, Wydawnictwo OD DO | Austria
- Natalka Śniadanko, Frau Müller nie zamierza płacić więcej, tłum. Bohdan Zadura, Warsztaty Kultury w Lublinie | Ukraina

2021
Finaliści:
- Kateryna Babkina, Nikt tak nie tańczył, jak mój dziadek, tłum. Bohdan Zadura, Warsztaty Kultury w Lublinie | Ukraina
- Petro Jacenko, Magnetyzm, tłum. Marcin Gaczkowski, Wydawnictwo Warstwy | Ukraina
- Michał Komar, Skrywane, Czuły Barbarzyńca Press | Polska
- Siergiej Lebiediew, Debiutant, tłum. Grzegorz Szymczak, Wydawnictwo Claroscuro | Rosja
- Sigitas Parulskis, Ciemność i partnerzy, tłum. Izabela Korybut-Daszkiewicz, Wydawnictwo Czarne | Litwa
- Wołodymyr Rafiejenko, Najdłuższe czasy, tłum. Anna Ursulenko i Marcin Gaczkowski, Kolegium Europy Wschodniej | Ukraina
- Mirosław Tryczyk, Drzazga. Kłamstwa silniejsze niż śmierć, Znak Literanova | Polska

Pozostali nominowani:
- Miljenko Jergović, Sarajewskie Marlboro, tłum. Magdalena Petryńska, Miłosz Waligórski i Maciej Czerwiński, Wydawnictwo Akademickie Sedno | Bośnia i Hercegowina
- Marcin Kącki, Oświęcim. Czarna Zima, Wydawnictwo Znak Literanova | Polska
- Andrus Kivirähk, Człowiek, który znał mowę węży, tłum. Anna Michalczuk-Podlecki, Wydawnictwo Marpress | Estonia
- Siergiej Miedwiediew, Powrót rosyjskiego Lewiatana, tłum. Hanna Pustuła-Lewicka, Wydawnictwo Czarne | Rosja
- Zbigniew Rokita, Kajś. Opowieść o Górnym Śląsku, Wydawnictwo Czarne | Polska
- Maria Stiepanowa, Pamięci pamięci, tłum. Agnieszka Sowińska, Wydawnictwo Prószyński i S-ka | Rosja
- Dubravka Ugrešić, Lis, tłum. Dorota Jovanka Ćirlić, Wydawnictwo Literackie | Chorwacja

2022
Finaliści:
- Alhierd Bacharewicz, Sroka na szubienicy, tłum. Igor Maksymiuk, Jan Maksymiuk, Fundacja Pogranicze i Ośrodek „Pogranicze – sztuk, kultur, narodów” | Białoruś
- Kapka Kassabova, W stronę Ochrydy. Podróż przez wojnę i pokój, tłum. Krzysztof Środa, Wydawnictwo Czarne | Bułgaria
- Zoltán Mihály Nagy, Szatański pomiot, tłum. Daniel Warmuz, Warsztaty Kultury w Lublinie | Węgry
- Edward Pasewicz, Pulverkopf, Wydawnictwo Wielka Litera | Polska
- Jaroslav Rudiš, Ostatnia podróż Winterberga, tłum. Małgorzata Gralińska, Wydawnictwo Książkowe Klimaty | Czechy
- Andrzej Stasiuk, Przewóz, Wydawnictwo Czarne | Polska
- Katarzyna Surmiak-Domańska, Czystka, Wydawnictwo Czarne | Polska

Pozostali nominowani:
- Andrej Adamowicz, Pieśń o Cimurze, tłum. Bohdan Zadura, Kolegium Europy Wschodniej | Białoruś
- Andrus Kivirähk, Listopadowe porzeczki, tłum. Anna Michalczuk-Podlecki, Wydawnictwo Literackie | Estonia
- Wasyl Machno, Kalendarz wieczności, tłum. Bohdan Zadura, Państwowy Instytut Wydawniczy | Ukraina
- Piotr Oczko, Pocztówka z Mokum. 21 opowieści o Holandii, SIW Znak | Polska
- Marian Pilot, Dzikie mięso, Korporacja Ha!art | Polska
- Ołeh Polakow, Lodowa karuzela, tłum. Ryszard Kupidura, Wydawnictwo Anagram | Ukraina
- Tatiana Țîbuleac, Lato, gdy mama miała zielone oczy, tłum. Dominik Małecki, Wydawnictwo Książkowe Klimaty | Rumunia/Mołdawia

2023
Finaliści:
- Stanisław Asiejew, Świetlana droga. Obóz koncentracyjny w Doniecku, tłum. Marcin Gaczkowski, Kolegium Europy Wschodniej | Ukraina
- Tamara Duda, Córeczka, tłum. Marcin Gaczkowski, Kolegium Europy Wschodniej | Ukraina
- Katarína Kucbelová, Czepiec, tłum. Katarzyna Dudzic-Grabińska, Wydawnictwo Ha!art | Słowacja
- Zyta Rudzka, Ten się śmieje, kto ma zęby, Wydawnictwo W.A.B. | Polska
- Judith Schalansky, Spis paru strat, tłum. Kamil Idzikowski, Wydawnictwo Ha!art | Niemcy
- Piotr Siemion, Bella, ciao, Wydawnictwo Filtry | Polska
- Saša Stanišić, Skąd, tłum. Małgorzata Gralińska, Wydawnictwo Książkowe Klimaty | Bośnia i Hercegowina/Niemcy

Pozostali nominowani:
- Alois Hotschnig, Na siedząco lepiej się ucieka, tłum. zbiorowy, Wydawnictwo OD DO | Austria
- Andrzej Muszyński, Dom ojców, Wydawnictwo Czarne | Polska
- Deniz Ohde, W sztucznym świetle, tłum. Zofia Sucharska, Wydawnictwo Marpress | Niemcy
- Ziemowit Szczerek, Wymyślone miasto Lwów, Wydawnictwo Czarne | Polska
- Natalia Śniadanko, Porządne papiery arcyksięcia Wilhelma, tłum. Bohdan Zadura, Państwowy Instytut Wydawniczy | Ukraina
- Lea Ypi, Wolna. Dzieciństwo i koniec świata w Albanii, tłum. Krzysztof Środa, Wydawnictwo Czarne | Albania
- Oksana Zabużko, Planeta Piołun, tłum. Katarzyna Kotyńska, Anna Łazar, Joanna Majewska, Wydawnictwo Agora | Ukraina

2024
Finaliści:
- Monika Helfer, Hałastra, tłum. Arkadiusz Żychliński, Wydawnictwo Filtry I Austria
- Andrij Kurkow, Szare pszczoły, tłum. Magdalena Hornung, Oficyna Literacka Noir sur Blanc I Ukraina
- Małgorzata Lebda, Łakome, Społeczny Instytut Wydawniczy Znak I Polska
- Tomasz Różycki, Złodzieje żarówek, Wydawnictwo Czarne I Polska
- Oleg Serebrian, Pod prąd, tłum. Radosława Janowska-Lascar, Wydawnictwo Amaltea I Mołdawia
- Tatiana Țîbuleac, Szklany ogród, tłum. Kazimierz Jurczak, Oficyna Literacka Noir sur Blanc/Wydawnictwo Książkowe Klimaty I Mołdawia/Rumunia
- Benedek Totth, Trupi bieg, tłum. Elżbieta Sobolewska, Biuro Literackie I Węgry

Pozostali nominowani:
- Lana Bastašić, Złap zająca, tłum. Dorota Jovanka Ćirlić, Wydawnictwo Literackie I Bośnia i Hercegowina
- Łeś Bełej, Plan naprawy Ukrainy, tłum. Aleksandra Brzuzy, Maciej Piotrowski, Ziemowit Szczerek, Wydawnictwo Ha!art I Ukraina
- Grzegorz Bogdał, Idzie tu wielki chłopak, Wydawnictwo Czarne I Polska
- Nicol Hochholczerová(inne języki), Tego pokoju nie da się zjeść, tłum. Rafał Bukowicz, Wydawnictwo Ha!art I Słowacja
- Ismail Kadare, Kronika w kamieniu, tłum. Marek Jeziorski, Wydawnictwo Akademickie Sedno I Albania[a]
- Siergiej Lebiediew, Tytan, tłum. Grzegorz Szymczak, Wydawnictwo Claroscuro I Rosja
- Cătălin Mihuleac(inne języki), Złota dziewczynka z Jassów, tłum. Kazimierz Jurczak, Oficyna Literacka Noir sur Blanc I Rumunia

2025
Nominacje
- Rumena Bužarovska, Mój pan mąż, tłum. Dorota Jovanka Ćirlić, Biuro Literackie I Macedonia
- Darko Cvijetić, Winda Schindlera, tłum. Dorota Jovanka Cirlić, Oficyna Literacka Noir sur Blanc I Bośnia i Hercegowina
- Inga Gaile, Skarbeniek, tłum. Daniel Łubiński, Wydawnictwo Marpress I Łotwa
- Eliza Kącka, Wczoraj byłaś zła na zielono, Wydawnictwo Karakter I Polska
- Lisa Kränzler, Poniewczasie, tłum. Dorota Stroińska, Biuro Literackie I Niemcy
- Eugenia Kuzniecowa, Drabina, tłum. Iwona Boruszkowska, Wydawnictwo Znak I Ukraina
- Fatos Lubonja, Drugi wyrok, tłum. Dorota Horodyska, Wydawnictwo Pogranicze I Albania
- Aneta Prymaka-Oniszk, Kamienie musiały polecieć. Wymazywana przeszłość Podlasia, Wydawnictwo Czarne I Polska
- Clemens J. Setz, Pociecha rzeczy okrągłych, tłum. Agnieszka Kowaluk, Wydawnictwo Filtry I Austria
- Krzysztof Siwczyk, Na przecięciu arterii, Biuro Literackie I Polska
- Katarzyna Sobczuk, Mała empiria, Wydawnictwo Dowody I Polska
- Slobodan Šnajder, Czas miedzi, tłum. Siniša Kasumović, Wydawnictwo Warsztaty Kultury I Chorwacja
- Leelo Tungal, Mała towarzyszka i listy, tłum. Marta Perlikiewicz, Wydawnictwo KEW I Estonia
- Joanna Wilengowska, Król Warmii i Saturna, Wydawnictwo Czarne I Polska

## Członkowie jury
W 2025 na kolejną trzyletnią kadencję powołano jury w składzie:
- Andrej Chadanowicz, białoruski poeta, tłumacz, krytyk – przewodniczący
- Bernadetta Darska
- Dobrawa Lisak-Gębala
- Jerzy Madejski
- Paulina Małochleb
- Tomasz Mizerkiewicz
- Maciej Robert

### Powołanie nowego jury

#### 2016
We wrześniu 2016 w związku z kilkoma publikacjami Krzysztofa Masłonia z zasiadania w jury zrezygnował Ryszard Krynicki. Inni jurorzy (Justyna Sobolewska, Tomasz Łubieński, Stanisław Bereś i Michał Nogaś) opublikowali list krytyczny, odrębne stanowisko zajął Mirosław Spychalski. Fundator nagrody zapowiedział, że po wręczeniu nagrody literackiej Angelus za 2016 jury zostanie rozwiązane. W marcu 2016 powołano zupełnie nowych, poza przewodniczącym, członków jury.

#### 2022
W 2022 nastąpiła zmiana składu jury ( na trzy lata). Przewodniczącym został Martin Pollack, austriacki pisarz, laureat Nagrody Angelus z 2007, tłumacz i promotor literatury polskiej. Do jury wrócili: Michał Nogaś, Justyna Sobolewska, Andrzej Zawada, nowymi członkami są Wojciech Browarny i Kinga Dunin.

### Byli członkowie jury
W latach 2006–2013 przewodniczącą jury była Natalia Gorbaniewska (1936–2013), która zmarła w miesiąc od wręczenia nagrody w 2013. W latach 2014–2021 przewodniczącym był Mykoła Riabczuk, 2022–2024 członek jury, a w latach 2022–2024 Martin Pollack (1944–2025).
Inni członkowie: Julian Kornhauser, Andrzej Zawada, Stanisław Bereś, Piotr Kępiński, Tomasz Łubieński, Krzysztof Masłoń, Michał Nogaś, Justyna Sobolewska, Mirosław Spychalski, Irek Grin, Maciej Urbanowski, Krzysztof Koehler, Marcin Cieński, Urszula Glensk, Ryszard Krynicki, Anna Nasiłowska, Małgorzata Szpakowska, Piotr Śliwiński, Wojciech Browarny i Kinga Dunin (2022–2024), .